# IXe siècle en Lorraine

Cette page est une liste d'événements qui se sont produits au neuvième siècle sur le territoire actuel de la  Lorraine.

## Éléments de contexte

Le découpage de l'empire à la suite du traité de Verdun en 843.

- L'an 843 marque la naissance de la Francie médiane[1].
- L'an 855 marque la naissance de la Lotharingie[1].

## Événements
- Développement du bourg qui deviendra Longwy.

### Années 801 à 810
- 806, 6 février : Charlemagne, en présence de dignitaires au palais de Thionville prévoit le partage de son empire entre ses trois fils[2].

### Années 811 à 820

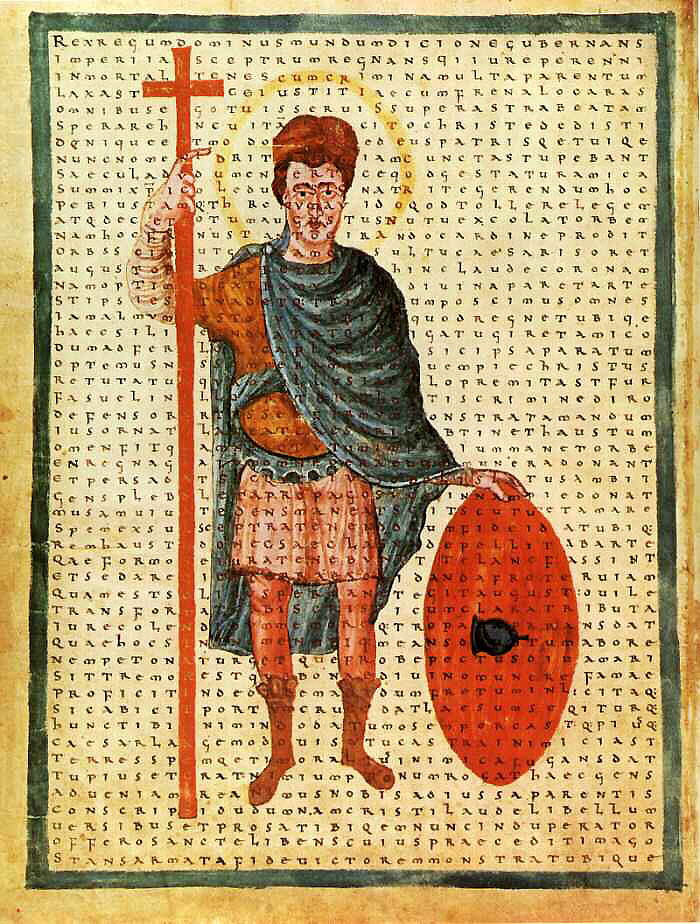
Louis le pieux

- 814 - 849 : Frothaire évêque de Toul obtient l'immunité pour son église[2].

- 816 : Gondoul  devient évêque de Metz.

- 817, juillet : Ordinatio Imperii[3] — capitulaire édicté à Aix-la-Chapelle, en juillet 817, par l'empereur Louis le Pieux, fils et successeur de Charlemagne, afin de régler la succession de l'Empire carolingien.

- 818 : à la suite des invasions des Huns et des Goths, un couvent fortifié fut établi au confluent de la Moselle et de la Moselotte.

### Années 821 à 830
- 821, octobre : les participants à l' assemblée de Thionville, dont Louis le Pieux prêtent serment de respecter le partage de l'empire[2].

- 823, 28 juin : Drogon de Metz devient évêque de Metz[4].

### Années 831 à 840
- 835, 
  - 2 février : le concile de Thionville annule la destitution de Louis le Pieux en 833[5].
  - 28 février : après avoir retrouvé son titre à la suite du concile de Thionville, Louis le Pieux est de nouveau couronné empereur à Metz. La ville devient pour quelques années la capitale de l'empire carolingien[5].

### Années 841 à 850
- 843, 8 au 11 août : Traité de Verdun[6],[5], Lothaire conserve la région située entre le Rhin, la Meuse la Saône et le Rhône : la Lotharingie. Charles reçoit la Francie occidentale, Louis reçoit la Germanie[7].

- 844, octobre : un concile est réuni à Yutz, rassemblant les rois des 3 royaumes francs pour affirmer entre eux un régime de fraternité et de charité mutuelle[4].

### Années 851 à 860
- 855 :

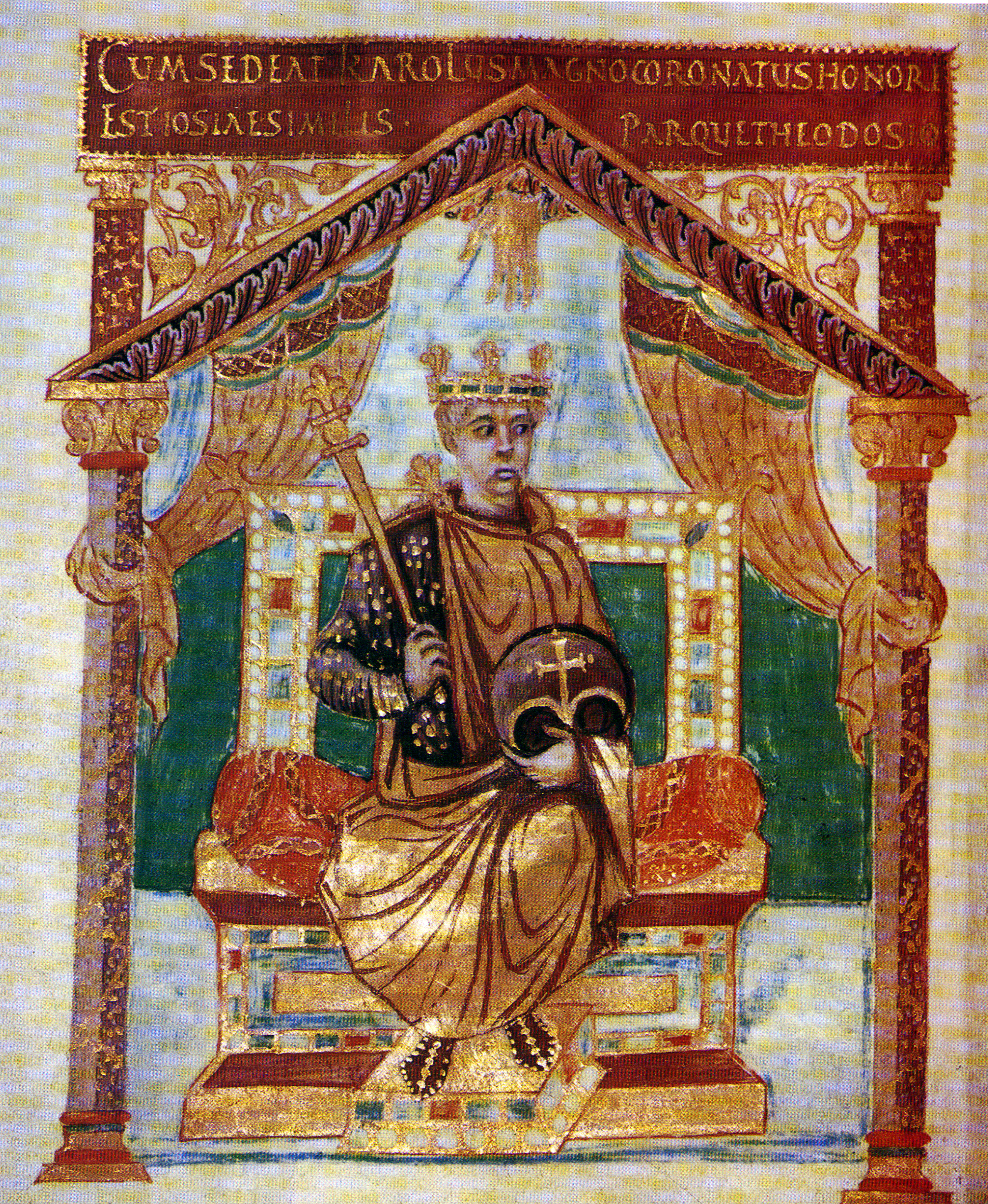
Charles le Chauve

  - peu avant la mort de l'empereur Lothaire Ier, ses trois fils se partagent au traité de Prüm son royaume, la Francie médiane (qui avait été créée au traité de Verdun de 843) :
    - l'aîné Louis II (†875) reçoit la couronne impériale et l'Italie ;
    - le deuxième, Lothaire II (†869), la partie nord de la Francie médiane qui s'étendait de l'Escaut au Rhin et de la mer du Nord au Jura, à l'Helvétie et aux Alpes du nord (Valais, Haute-Savoie)[8],[9];
    - le troisième, Charles (†863), le royaume de Bourgogne-Provence, formé de la Provence et de la Bourgogne cisjurane (duché de Lyon-Vienne et territoires associés).

  - Advence ou Adventius est élu évêque de Metz il siègera jusqu'en 875.

- 858 : Louis le Germanique attaque la Francie occidentale[10].

- 859, mai et juin : condamnation de l'attaque par Louis le Germanique de la Francie occidentale lors des synodes de Metz et Savonnières réunis par Lothaire II  et Hincmar de Reims[10].

- 860, 
  - janvier et février : deux conciles se tiennent à Aix-la-Chapelle à l'initiative de Lothaire II qui veut répudier son épouse Theutberge pour épouser sa concubine Waldrade. Theutberge est reconnue coupable d'inceste et enfermée dans une abbaye[10].
  - 22 octobre au 7 novembre : Concile de Touzy (actuellement Tusey un écart de Vaucouleurs ) voulu par Charles II le Chauve, Lothaire II et Charles de Provence[10].

### Années 861 à 870

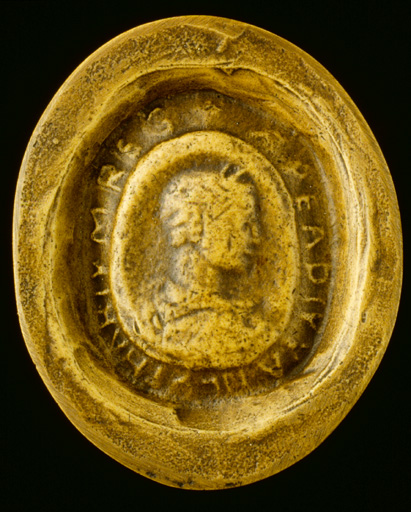
Moulage du sceau de Lothaire II

- 862, avril : ce troisième concile prononce l'annulation du mariage de Lothaire II et Theutberge. Lothaire demande l'avis de Nicolas Ier  mais épouse Waldrade en septembre sans attendre cet avis[10].

- 863, juin : Concile de Metz. Les envoyés du pape confirment les conclusions des 3 conciles ayant abouti à l'annulation du mariage de Lothaire II contre l'avis du pape qui annule tous ces décrets[10].

- 865 : 
  - l'envoyé du Pape impose à Lothaire II de reprendre sa femme qu'il ramène à Gondreville et scelle la réconciliation[10].
  - Entente de Louis le Germanique et Charles le Chauve à Tusey pour freiner le divorce de Lothaire II qui, sans héritier ne pourrait pas transmettre son royaume[10].

- 867  ou 868 :  Louis le Germanique et Charles le Chauve décident en secret, à Metz, d'un partage de la Lotharingie[11].

- 869, 9 septembre : couronnement de Charles le Chauve à Metz[12],[11].

- 870, 8 août : le traité de Meerssen[1],[11]. (actuellement aux Pays-Bas) est conclu entre Charles le Chauve et Louis le Germanique et consacre le partage de la Lotharingie, le royaume de leur neveu Lothaire II.

### Années 871 à 880

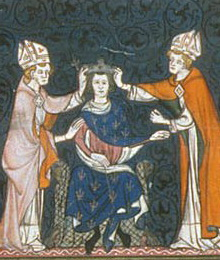
Sacre de Louis le bègue

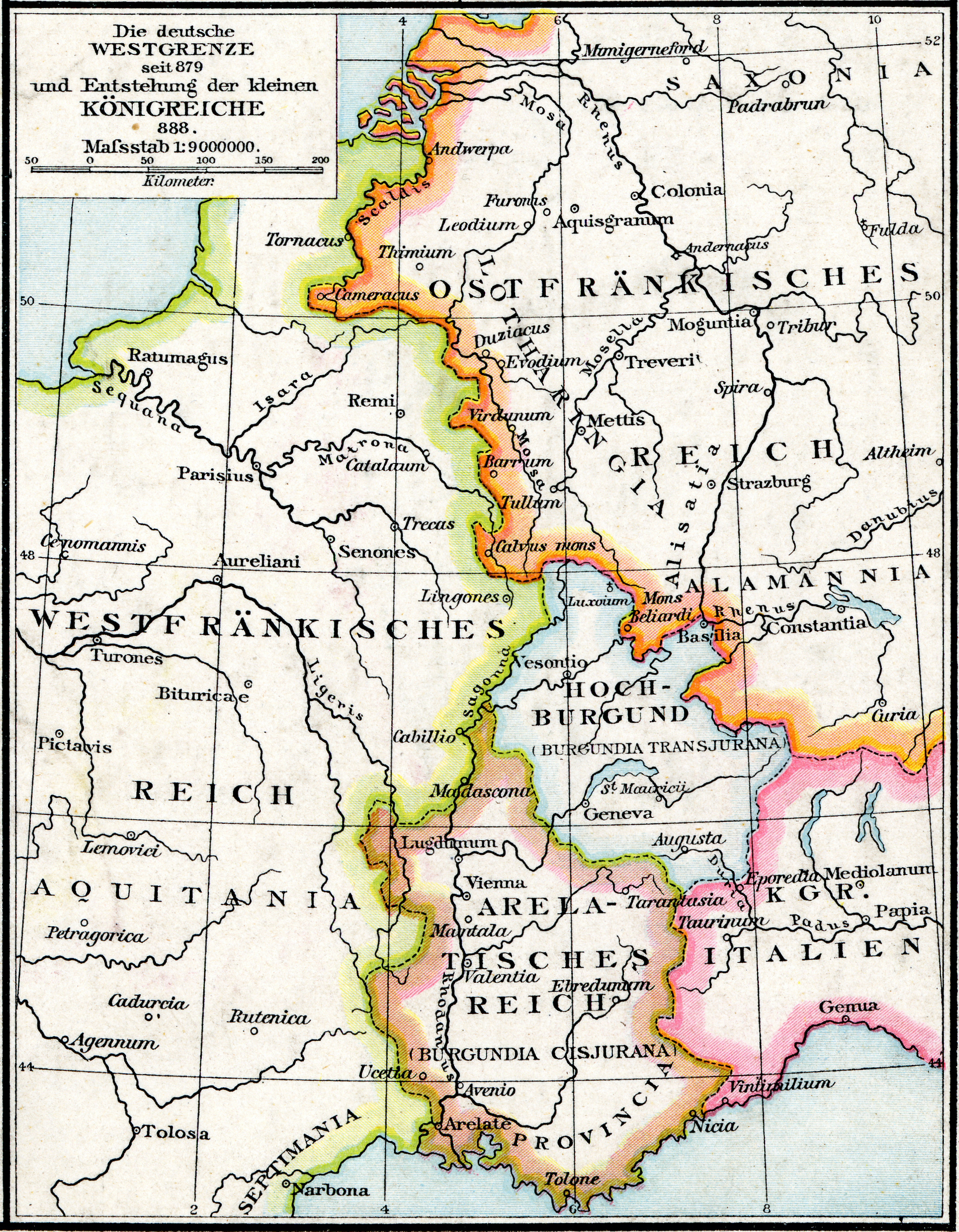
Frontières après le traité de Ribemont

- 877 : à la mort de son père Charles le Chauve, Louis II le Bègue hérite de la Lotharingie occidentale[13].
- 880 :
  - traité de Ribemont fixant la frontière entre la France et la Germanie, de l'Escaut à la Saône, la Francie occidentale cède la Lorraine ;
  - juin : entrevue entre Louis III, Carloman et Louis le Jeune , à Gondreville, ils évoquent les invasuions normandes et Hugues qui tente secrètement de reconstituer le royaume de son père[13].

### Années 881 à 890
- 881, mai : Louis le Jeune obtient une victoire militaire et la soumission de Hugues à Gondreville[13].
- 882 : 
  - invasions normandes[1].
  - Charles le Gros succède à son frère Louis le jeune[13].

- 885, juin : Charles le Gros est à Toul. Il fait tuer le chef Viking Godfrid et aveugler et enfermer Hugues qui  ne cessait de comploter[14].

- 886, 30 juillet :  l'empereur Charles le Gros, de retour d'Italie, est à Metz où rien n'est décidé pour résoudre la question des normands[14].

- 887 : 
  - 11 novembre[15], au cours d'une diète que Charles avait réunie pour la Saint-Martin à Tribur[16], non loin de Mayence, Arnulf mène une révolte de nobles qui boycottaient la suprématie de l'empereur du fait de son incapacité à résoudre le problème des invasions normandes, la diètedépose Charles le Gros[14].
  - Décembre : réunis en assemblée à Forchheim, les grands des Alamans, des Bavarii, des Francs rhénans, des Saxons et des Thuringes élisent Arnulf disposant d'une flatteuse réputation militaire[17] roi de Francie orientale.

- 888 : 
  - Rodolphe Ier de Bourgogne (né vers 859, mort le 25 octobre 911[18]), est couronné roi de Bourgogne et de Lotharingie à Toul par l'évêque Arnaud (Arnald).
  - Eudes, roi de France, bat les Normands (ou Vikings) à Montfaucon en Argonne.
  - Une présence juive, à Metz, est évoquée pour la première fois[14].

### Années 891 à 900
- 894 : Toul est détruite par un incendie.

- 895, mai : la Lotharingie redevient un royaume distinct avec Zwentibold, fils d’Arnoul de Carinthie (jusqu’en 900)[14].

- 900 : Louis l'Enfant accède au trône[14].

## Décès

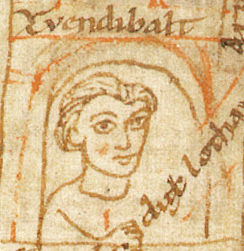
Zwentibold

- 840, 20 juin : Louis le Pieux[5]
- 850 : Amalaire de Metz ou Amalarius (né en 775 dans la région de Metz – † 850 probablement à Metz) est une figure de la Renaissance carolingienne, connu pour sa participation à l’évolution de la liturgie.
- 855, 29 septembre : Lothaire Ier[10]
- 869, 8 août : Lothaire II[11]
- 877 : Charles le Chauve[13]
- 879 : Louis le Bègue[13]
- 888, 12 janvier : Charles le Gros meurt sans héritier légitime[19] au château royal de Neudingen en Souabe
- 900 : Zwentibold, dans un combat contre Gérard et Matfrid[14].